# Jobst, Margraf al Moraviei
Jobst (în germană Jobst, Jost și Jodok(us); în cehă Jošt);  (n. 29 ianuarie 1351, Brno, Țările Coroanei Boeme – d. 18 ianuarie 1411, Brno, Țările Coroanei Boeme) aparținând Casei de Luxemburg, a fost margraf al Moraviei din 1375 și duce de Luxemburg din 1388. Jobst a primit Marca de Brandenburg în 1388 ca gaj de la vărul său Sigismund, cu care fratele acestuia, regele romano-german Venceslau al IV-lea, l-a înfeudat în 1397. În 1410 a fost el însuși ales rege romano-german, dar a murit la scurt timp și de aceea nu a exercitat efectiv această funcție.

## Biografie
Jobst a fost fiul contelui Ioan Henric, margraful Moraviei și frate mai mic al împăratului Carol al IV-lea, și al soției sale Margareta, fiica ducelui Nicolae al II-lea de Troppau.
În 1377, un an înaintea morții sale, împăratul Carol al IV-lea a împărțit puterea și teritoriile conform obiceiului din acele timpuri, cu fiii și nepoții săi. Astfel fiii lui Ioan Henric, Jobst și Procop, au primit Margrafiatul Moraviei. Datorită acestei posesiuni comune cei doi s-au aflat permanent în conflict. 
Jobst a fost un politician agil, dornic de putere și dispus să-și schimbe opiniile și orientarea pentru a-și atinge obiectivele. După moartea împăratului Carol al IV-lea, în timpul disputelor din familia de Luxemburg, el a avut o poziție cheie din punct de vedere financiar, pe care a folosit-o pentru atingerea scopurilor sale politice ambițioase. Prima ocazie de a-și mări posesiunile i-a fost oferită de vărul său Sigismund, fiul cel mic al împăratului Carol al IV-lea care aspira la coroana Ungariei. În 1388 Jobst i-a împrumutat o sumă de bani imensă pentru acea vreme (565 263 de guldeni) primind în schimb pe 22 mai 1388 ca gaj, Margrafiatul Brandenburg care a rămas în posesia sa până la sfârșitul vieții, împreună cu drepturile de principe elector. Documentele vremii dovedesc că Jobst a condus direct Marca de Brandenburg (nu prin reprezentanți ca familia de Luxemburg) și s-a implicat, printre altele, în reformarea administrației acesteia.
După ce l-a ajutat pe Sigismund să urce pe tronul Ungariei în 1387, în 1402 cei doi au rupt alianța. În 1397 Jobst a fost înfeundat cu Margrafiatul Brandenburg, pe care îl stăpânea încă din 1388. În 1383 și 1391, prin subvenții acordate lui Venceslau, Jobst a obținut și Vicariatul imperial în Italia fapt care de altfel a rămas fără efecte.

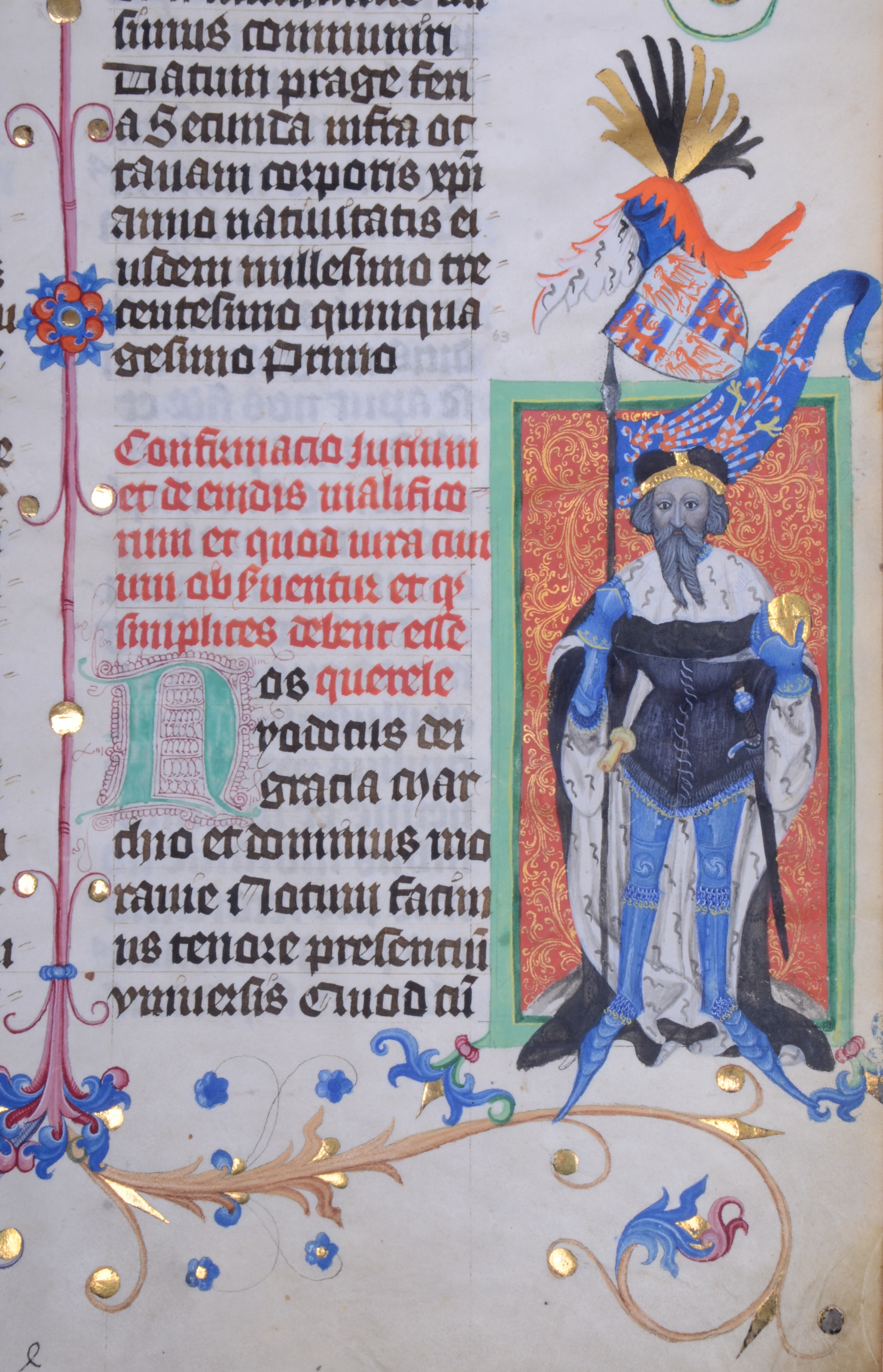
Jobst al Moraviei (Codex Gelnhausen, secolul al XV-lea)

În 1389, după moartea lui Venceslau I de Luxemburg, Jobst a primit Ducatul de Luxemburg mulțumită vărului său, regele romano-german  Venceslau al IV-lea, fiul cel mare al împăratului Carol al IV-lea.
Jobst a jucat un rol decisiv în alianțele aflate în continuă schimbare, încheiate în principal cu Sigismund al Ungariei, cu Habsburgii, cu Wilhelm de Meissen și mai ales cu puternica frondă nobiliară a Boemiei, alianțe opuse în mare parte lui Procop, fratele și coregentul lui Jobst în Moravia, opuse puternicei influențe a Ioan de Görlitz la curtea din Praga și în cele din urmă opuse regelui Venceslau însuși.
Pe 8 mai 1394 Jobst împreună cu nobilii Boemiei l-au capturat pe regele Venceslau și l-au ținut prizonier în castelul Wildberg de lângă Linz. Venceslau a fost eliberat abia după intervenția fratelui său, Ioan de Görlitz, dar în condiții dificile pe care nu le-a respectat. După înfrângerea suferită la Nicopole în 1396, Sigismund al Ungariei l-a înfeudat pe Jobst cu Margrafiatul Brandenburg în 1397 cu scopul de a păstra susținerea acestuia. Margrafiatul Brandenburg a rămas în posesia lui Jobst până la moartea sa. Jobst și Sigismund, l-au obligat din nou pe Venceslau să accepte cererile nobilimii boeme în 1396.
Venceslau l-a capturat pe Jobst, dar a trebuit să-l elibereze o săptămână mai târziu. După ce Venceslau a aflat că Jobst și-a ucis favoriții de la curte, Jobst a fost expulzat din Praga. După moartea lui Ioan de Görlitz, domeniile sale Görlitz și Luzacia au fost preluate de Jobst care a concurat politic și militar cu Sigismund pentru tronul Boemiei. După retragerea lui Sigismund din Boemia, vechile conflicte au luat sfârșit, iar Jobst a ajuns la o înțelegere cu nobilii din Praga, înțelegere care, desigur, a fost scump plătită.
În 1401, susținut de nobilimea boemă și de margraful Wilhelm de Meissen, Jobst s-a îndreptat spre Praga. Negocierile purtate chiar înainte de a ataca orașul, i-au asigurat lui Jobst stăpânirea Luzaciei pe toată durata vieții și alte compensații financiare. În schimb, el a jurat loialitate veșnică lui Venceslau care fusese detronat ca rege romano-german în 1400 însă continua să revendice tronul Boemiei. 
În 1405 a murit margraful Procop și Jobst a încheiat un nou acord cu Venceslau pentru dreptul de a conduce toată Moravia, jurând din nou acestuia loialitate veșnică.

## Alegerea ca rege romano-german
După moartea regelui Rupert la 18 mai 1410, Jobst a fost unul dintre cei doi candidați la tronul romano-german alături de Sigismund, fratele lui Venceslau.
Câteva luni mai târziu, pentru prima dată după 1314, Sfântul Imperiu Roman s-a confruntat din nou cu dificila situație a unor alegeri viciate în care nu s-a ajuns la un rezultat clar. O parte dintre principii electori l-au ales pe Sigismund ca rege romano-german pe 20 septembrie 1410 la Frankfurt. Cealaltă parte a principilor electori l-au ales rege pe Jobst printr-o procedură formală la 1 octombrie 1410. Totuși în scurt timp a avut loc o nouă alegere datorită morții subite a lui Jobst pe 18 ianuarie 1411 (s-a presupus că a fost otrăvit). Sigismund a fost ales rege romano-german pe 27 octombrie 1411.

## Căsătorie și descendenți
Jobst a fost căsătorit cu Elisabeta de Oppeln, o fiică a ducelui Vladislav al II-lea de Oppeln și a primei sale soții, Elisabeta. Din căsătoria lui Jobst cu Elisabeta nu au rezultat copii. 